# Icky Thump
Icky Thump는 미국의 록 밴드인 화이트 스트라입스의 여섯 번째 정규 앨범이다. 내슈빌의 블랙버드 스튜디오에서 약 3주 동안 녹음이 진행되었다. 전보다 하드 록 사운드가 더 강해진 앨범으로 전 세계에서 약 150만장 정도 판매되었다. 또한 49회 그래미상에서 총 네개 부문에 후보로 선정되었고 최고의 얼터너티브 앨범과 최고의 락 퍼포먼스 두개 부문을 수상하였다. 영국의 큐 매거진에서 선정한 2007 올해의 앨범 2위에 랭크, 대중의 사랑과 평단의 찬사를 동시에 받은 또 하나의 화이트 스트라입스 앨범이다.

## 트랙 목록
1. "Icky Thump" – 4:14
2. "You Don't Know What Love Is (You Just Do as You're Told)" – 3:54
3. "300 M.P.H. Torrential Outpour Blues" – 5:28
4. "Conquest" (Corky Robbins) – 2:48
5. "Bone Broke" – 3:14
6. "Prickly Thorn, but Sweetly Worn" – 3:05
7. "St. Andrew (This Battle Is in the Air)" – 1:49
8. "Little Cream Soda" – 3:45
9. "Rag and Bone" – 3:48
10. "I'm Slowly Turning into You" – 4:34
11. "A Martyr for My Love for You" – 4:19
12. "Catch Hell Blues" – 4:18
13. "Effect and Cause" – 3:00

보너스 트랙
1. "Baby Brother" (Vern Orr) (일본반과 아이튠즈 한정) – 2:10
2. "Tennessee Border" (라이브 버전, 아이튠즈 예약주문 한정) – 2:09